# 天府杯世界囲碁プロ選手権戦
天府杯世界囲碁プロ選手権戦（てんふはいせかいいごプロせんしゅけんせん、天府杯世界职业围棋锦标赛）は、囲碁の国際棋戦で、2018年に開始。第1回は、中国、韓国、日本、中華台北、アメリカ、ヨーロッパの代表選手が参加した。
- 主催 四川天府新区成都管理委員会、中国囲棋協会、中国棋院
- 協賛 天府管理有限公司、四川天府銀行股份有限公司、天府基金管理有限責任公司、四川天府金融租賃股份有限公司、万謄実業集団有限公司
- 協力 北京朗知網絡伝媒科技股份有限公司、徐瑩囲棋工作室
- 優勝賞金 200万元

## 方式
- 32人を2ブロックに分けたトーナメント戦で行う。ブロック上位各2名で再度トーナメントを行い、決勝戦は三番勝負。
- ルールは中国ルール
- コミは7目半
- 持時間は各2時間、1分の秒読み5回

## 第1回
中国13人、韓国7人、日本6人、中華台北・アメリカ・ヨーロッパ2人、の計32人が参加。2018年9月20-27日に北京で、各組1回戦から決勝戦まで実施。12月21日に各組上位2名による準決勝、12月23-26日に決勝三番勝負を四川省成都市で実施。
（左が勝者）
- 1回戦（9月21日）
  - A組
    - 江維傑（中国） - アリ・ジャバリン（イスラエル）
    - 彭立尭（中国） - 本木克弥（日本）
    - 連笑（中国） - エリック・ルイ（アメリカ）
    - 古力（中国） - 姜東潤（韓国）
    - 陳耀燁（中国） - 崔哲瀚（韓国）
    - 謝爾豪（中国） - 李昌鍋（韓国）
    - 辜梓豪（中国） - 村川大介（日本）
    - 山下敬吾（日本） - 王元均（中華台北）

  - B組
    - 朴廷桓（韓国） - 一力遼（日本）
    - 李東勲（韓国） - 廖元赫（中国）
    - 檀嘯（中国） - 林君諺（中華台北）
    - 范廷鈺（中国） - 許家元（日本）
    - 申眞諝（韓国） - イリア・シクシン（ロシア）
    - 党毅飛（中国） - 江鳴久（アメリカ）
    - 唐韋星（中国） - 余正麒（日本）
    - 金志錫（韓国） - 柯潔（中国）
- 2回戦（9月23日）
  - A組 江維傑 - 彭立尭、連笑 - 古力、陳耀燁 - 謝爾豪、辜梓豪 - 山下敬吾
  - B組 朴廷桓 - 李東勲、檀嘯 - 范廷鈺、申眞諝 - 党穀飛、唐韋星 - 金志錫
- 3回戦（9月25日）
  - A組 江維傑 - 連笑、陳耀燁 - 辜梓豪
  - B組 朴廷桓 - 檀嘯、申眞諝 - 唐韋星
- 各組決勝（9月26日） (A組)江維傑 - 陳耀燁、(B組)朴廷桓 - 申眞諝
- 準決勝（12月21日）陳耀燁 - 朴廷桓、申眞諝 - 江維傑
- 決勝戦（12月23-26日） 陳耀燁 2-1 申眞諝